# Ludwig Gustav von Thile
Ludwig Gustav von Thile est né le 11 novembre 1781 à Dresde et mort le 21 novembre 1852 à Francfort-sur-l'Oder. Il était général prussien et homme d'État. Il fut le dernier « Premier ministre » du Royaume de Prusse de 1841 à 1848. Les chefs de gouvernement furent après lui appelés « ministre-président de Prusse ». Son père Alexander Heinrich von Thile était lui-même général et son frère Adolf Eduard von Thile General der Infanterie.

## Biographie
Thile entre au service militaire prussien le 2 juin 1795 en tant que caporal dans le régiment d'infanterie de son père.